# Kostel svatého Mikuláše (Kdyně)
Kostel svatého Mikuláše se nachází v západočeském městě Kdyně na vrchu nad městem. Je hlavním kostelem místní farnosti. Kostel stojí uprostřed hřbitova opodál města, na vyvýšenině, vystupující dále k blízkému vrchu. Kostel patří nepochybně mezi hlavní dominanty města Kdyně a vyniká typickou cibulovitou bání s pozlaceným křížem.

## Historie
Nejstarší zprávy o kostele pocházejí ze 2. poloviny 14. století. Z tohoto období se zachovaly křížové klenby presbyteria, hrotitá okna se zbytky kružeb a část zdiva kostelní lodi. Hranolová věž přístupná hrotitým portálem je nejspíše výsledkem pozdní gotické výstavby. Roku 1734 byla věž zvýšena a opatřena novým krovem s cibulovitou bání. V letech 1763–1768 byl kostel rozšířen o boční kaple, prodloužena loď a kostel vybaven novým mobiliářem. Stavbu financovala hrabata Stadionové, jejichž erb je dosud umístěn na průčelí kostelní fasády. Hlavní oltář, který je patrně prací F. Ringelhahna, nese obraz sv. Mikuláše od I. Raaba.
Kostel je obklopen hřbitovem, jímž vede i přístupová cesta se schody ze Staré Kdyně. Hlavní přístupová cesta vede ulicí Kostelní. U zdi hřbitova lze pohodlně zaparkovat.
Varhany pro kostel vyrobila v roce 1763 rodina Gartnerů, která měla svou dílnu v Tachově. Jejich první oprava se pravděpodobně uskutečnila roku 1840, další 1860 a poté rovněž 1881. Poslední oprava ve dvacátém století skončila během srpna 1927. Následně až v 21. století, roku 2022, byly do provozu uvedeny dlouhodobě restaurované varhany, pocházející z tachovské dílny rodu Gartnerů.

## Stavební fáze
V blízkosti kostela sv. Mikuláše kdysi stával kostel sv. Petra a Pavla, zmiňovaný od 14. do 17. století. Jednalo se o starou stavbu, která byla podle svého prastarého zasvěcení patrně předchůdcem dnešního kostela. Kostel sv. Mikuláše ve Kdyni se již ve 14. století připomíná jako farní. Stavba pochází ze 14. století, presbytář je v původním stavu, loď a věž byly barokizovány v 18. století. V tomto století byla také přistavěna sakristie a dvě boční kaple s oratořemi. Kostel byl rozšiřován o obnovován v roce 1763, poté byl i uvnitř nově vybaven a roku 1771 znovu vysvěcen. Roku 1806 byla zdejší fara povýšena na děkanství.

## Stavební podoba
Kostel sv. Mikuláše ve Kdyni je orientovaní jednolodní stavba s jižní věží a polygonálním chórem, k němuž na severním a jižní straně přiléhají symetricky řešené patrové kaple s oratořemi. V ose chóru je přízemní čtvercová sakristie. Střechy jsou valbové a sedlové, na věži je nízká cibulová báň. Západní průčelí člení ploché pilastry ve třech polích, ukončená volutovým štítem. V ose je umístěna nika s kamennou sochou sv. Mikuláše. V přízemí západního průčelí je kamenný portál, ukončený segmentovou římsou, v jehož nadpraží je umístěna plochá deska se znakem patrona hr. Stadiona. Okna lodi a severní kaple jsou nečleněná, se stlačenými záklenky, okna chóru jsou lomená, zčásti zazděná, se zbytky kružeb, v jižní kapli jsou okna pravoúhlá. Hranolová věž se západním šnekem je ukončena profilovanou hlavní římsou a je opatřena okny v rámech. Do jejího přízemí vede lomený kamenný portál. Interiér lodi je osvětlen šesti páry oken.

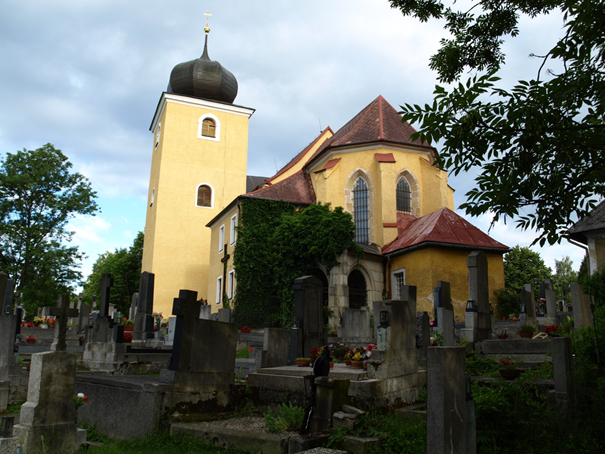
Kostel sv. Mikuláše (Kdyně)

## Obrazová dokumentace

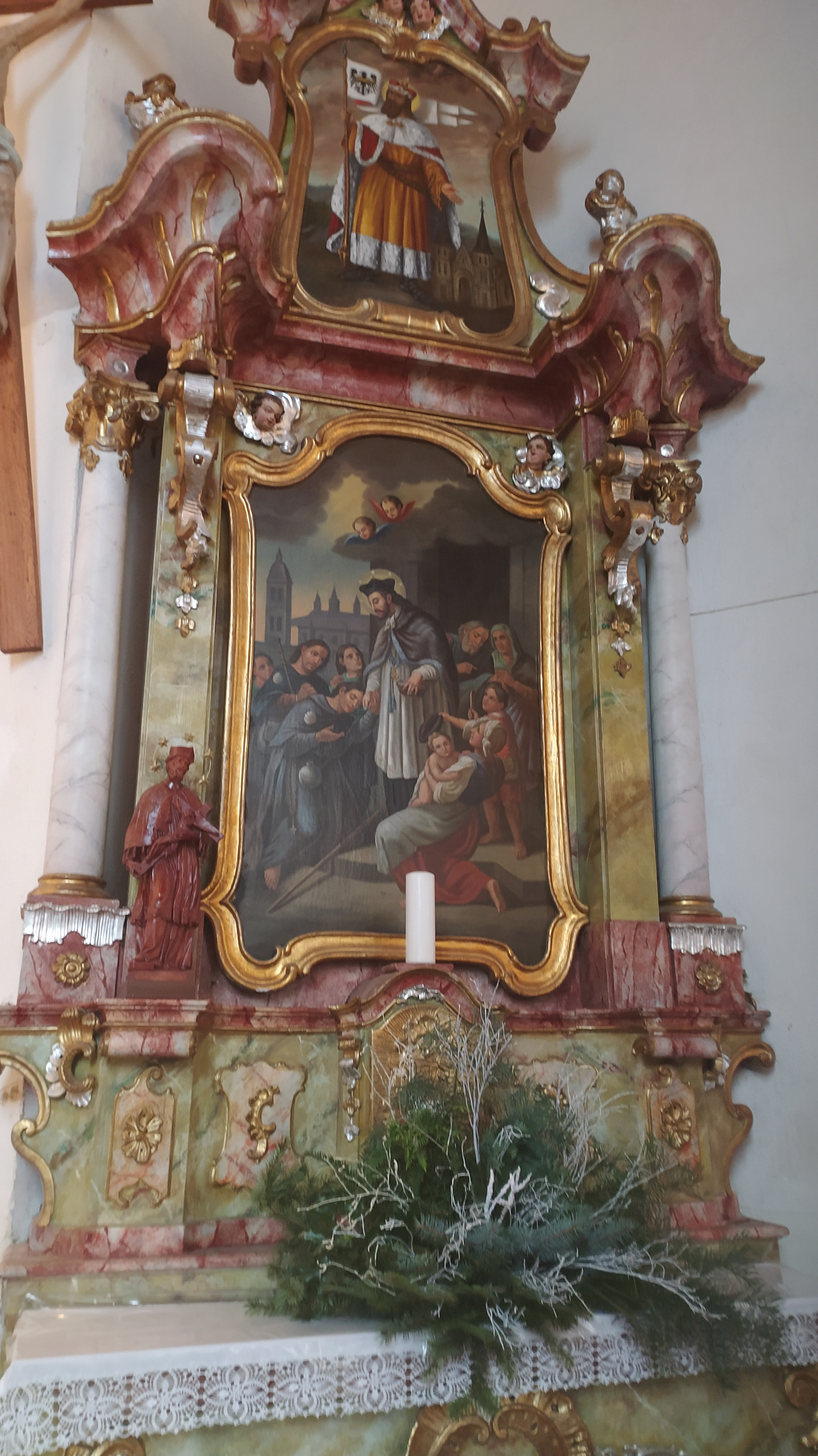
Oltář
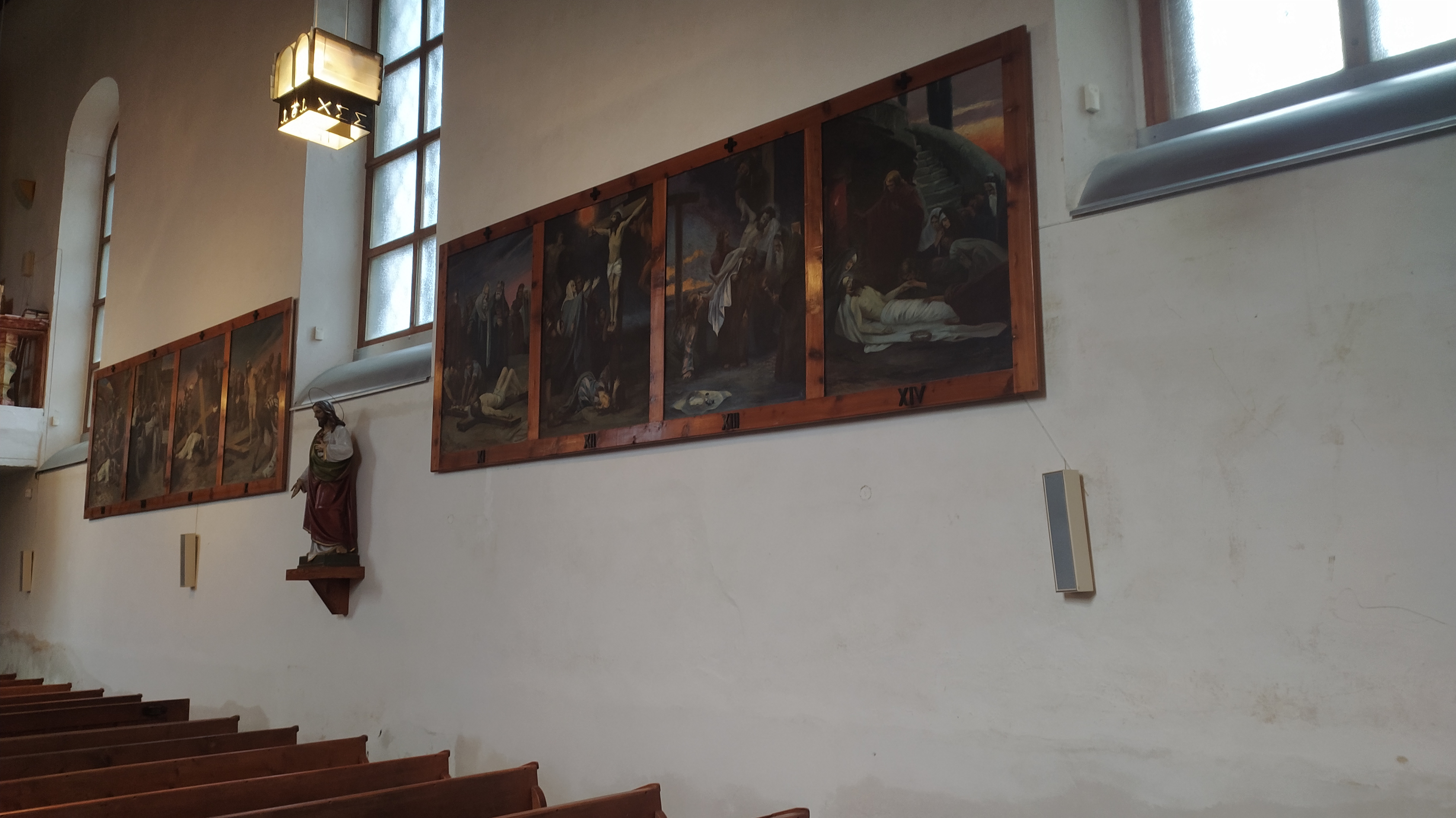
Křížová cesta
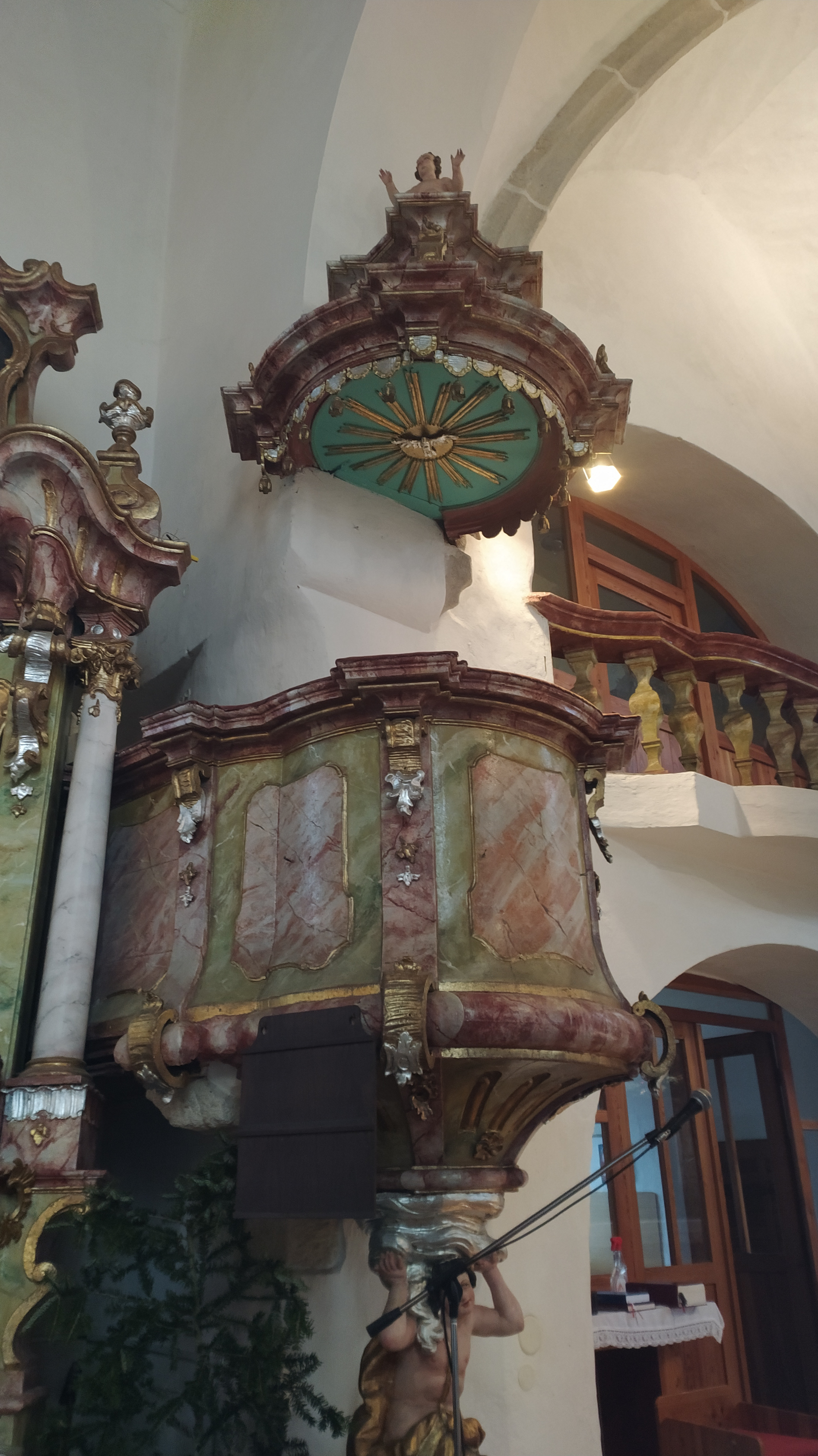
Kazatelna
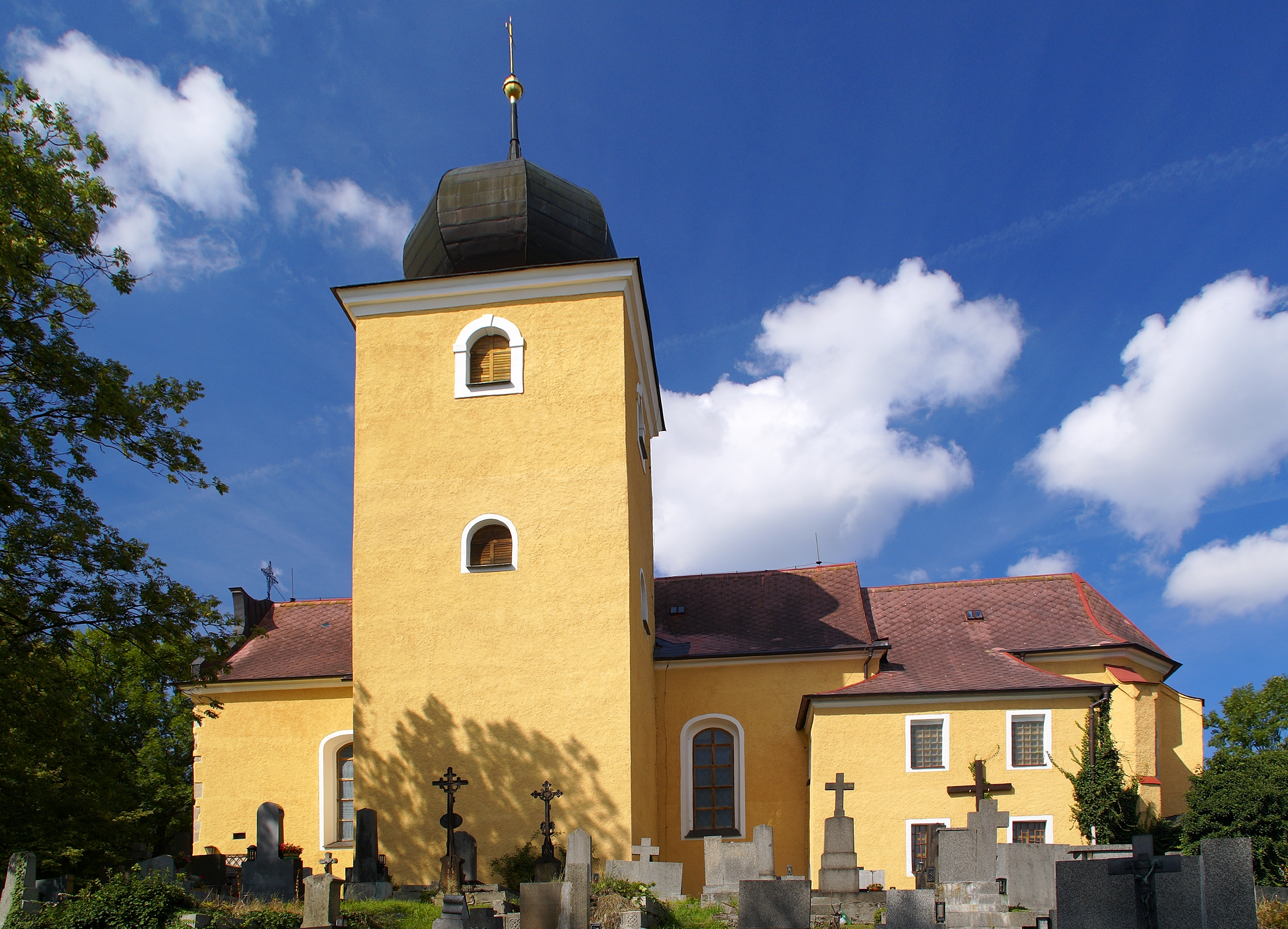
Pohled na kostel od jihu, ze hřbitova
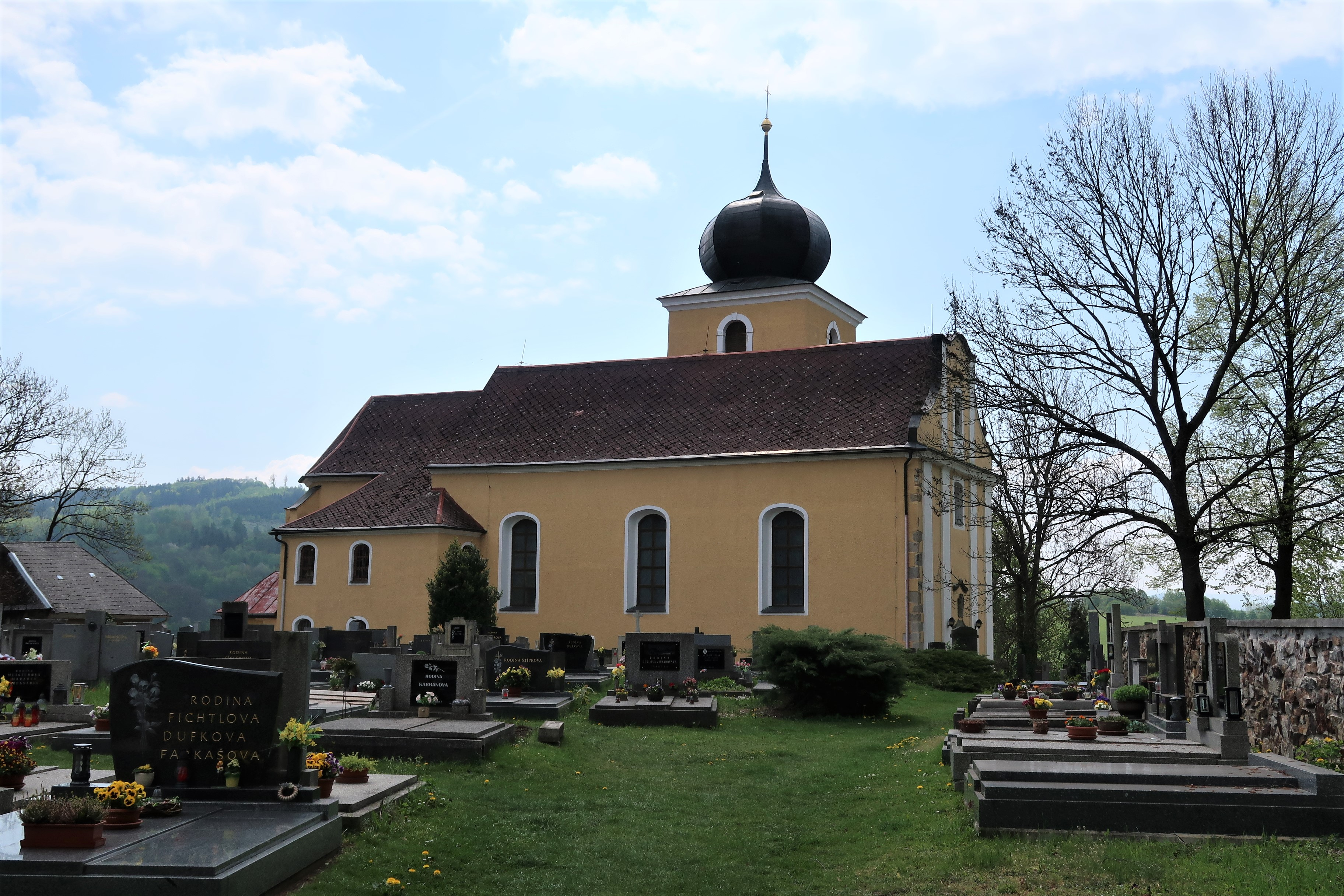
Pohled na kostel od severu
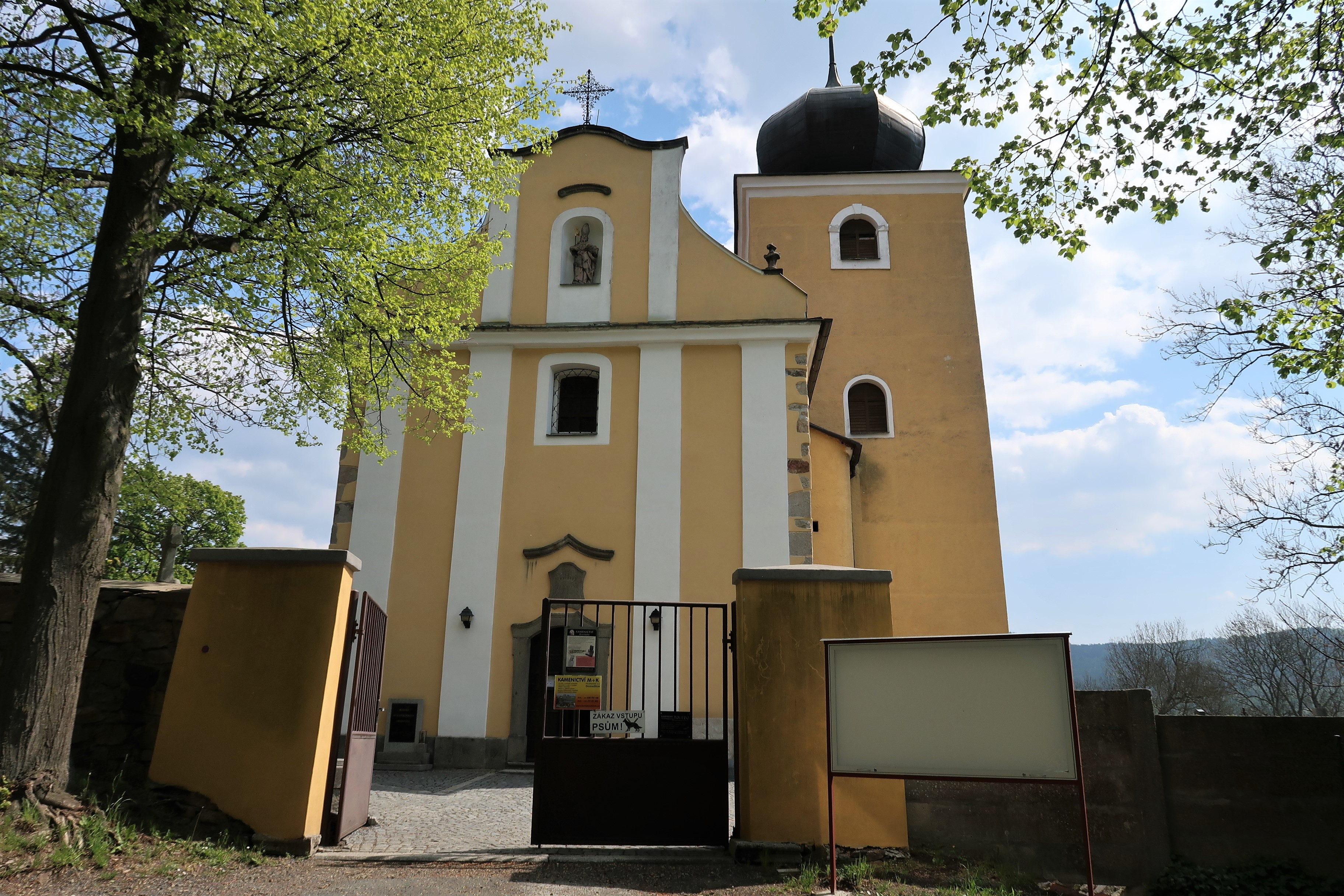
Vstupní průčelí kostela od západu
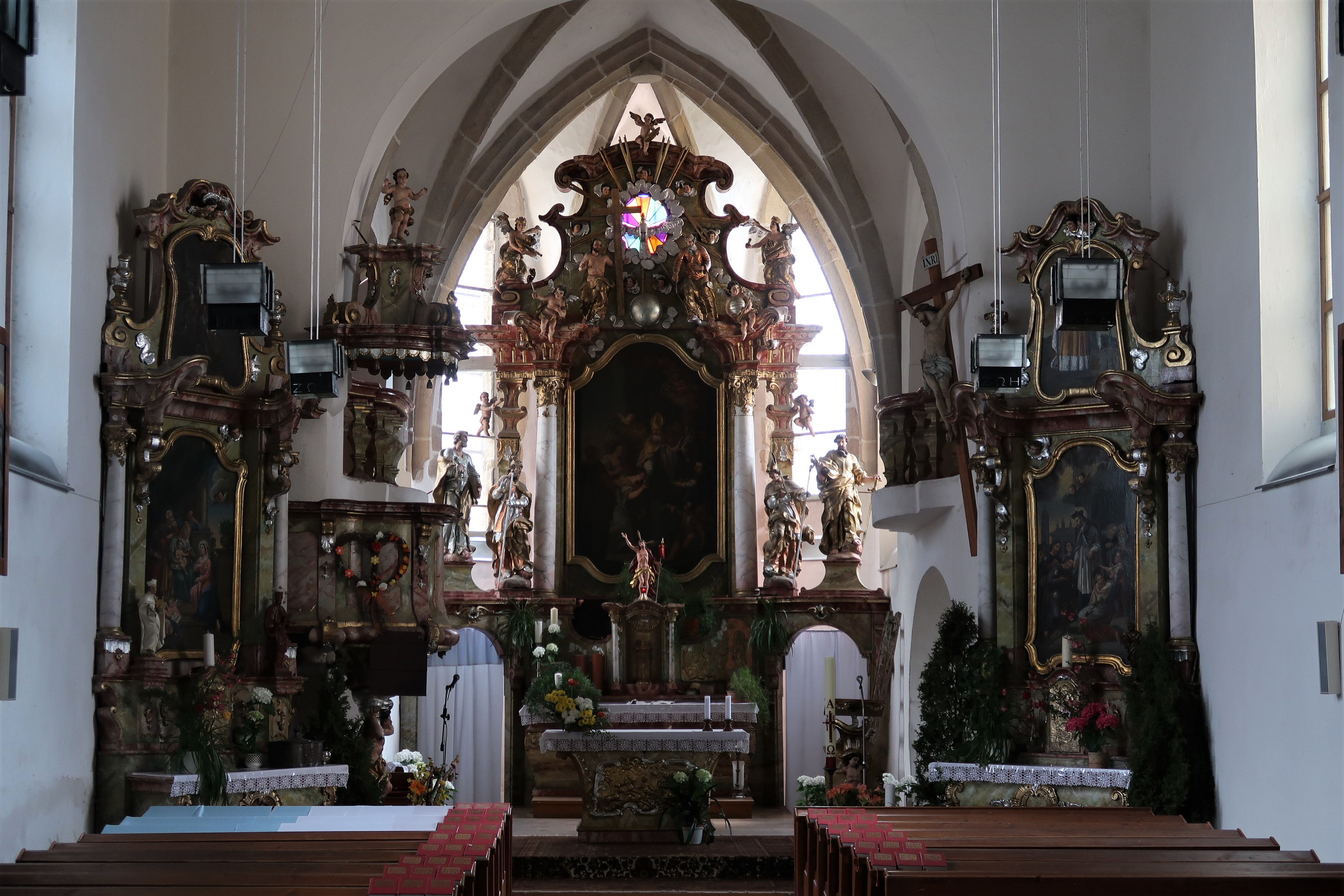
Interiér kostela
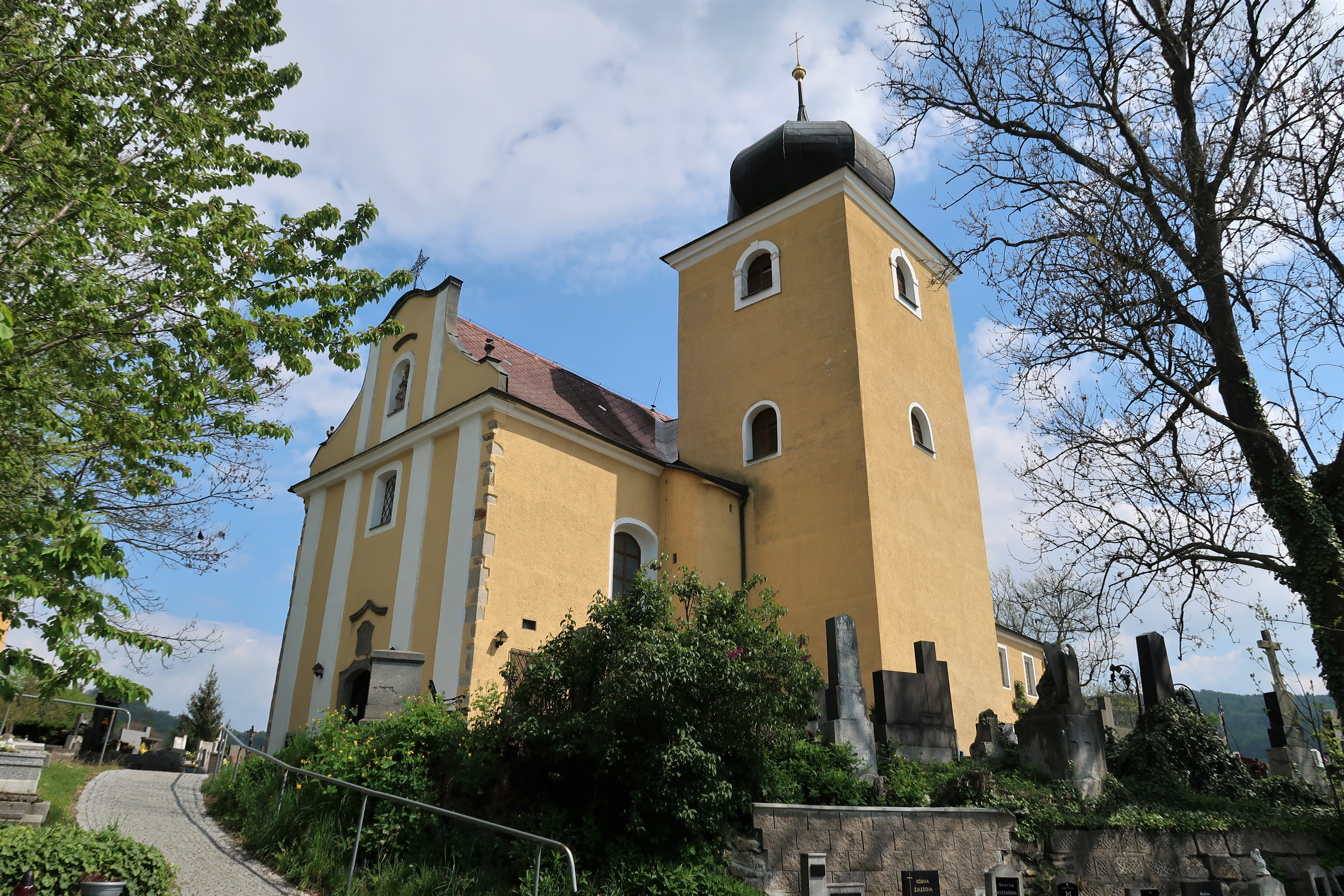
Pohled na kostel od jihozápadu